# 费奥多尔·布尔拉茨基
费奥多尔·米哈伊洛维奇·布尔拉茨基（俄语：Фёдор Михайлович Бурлацкий，1927年1月4日—2014年2月26日），苏联的记者、哲学博士，曾担任苏联科学院社会学研究所副所长、苏共中央社会科学研究所马克思列宁主义哲学系主任。苏联解体后担任客座教授，2006年开始明确表态积极支持普京。

## 作品
- 《国家和共产主义》（1964年）
- 《当代的政治体制》（1984年）
- 《我看赫鲁晓夫 一位高级顾问的回忆》（1988年）
- 《新思维 关于科技和我国改革的对话和议论》（1989年）
- 《领袖和谋士 关于赫鲁晓夫、安德罗波夫和其他人》（1992年）
- 《当代巨魔 资本主义政治社会学概要》（1992年）
- 《杜勃罗留夫的政治观点》（1992年）